# Educació universitària a Nova Zelanda
Nova Zelanda té vuit universitats nacionals finançades per l'estat i que oferixen carreres acadèmiques i professionals (no existeixen universitats privades). Totes les universitats brinden un ampli espectre de matèries per a carreres en les àrees de comerç, ciències i humanitats. Per altra banda, cada universitat ha desenvolupat les seves pròpies àrees que són la seva especialitat com medicina, enginyeria, informàtica, agronomia, tecnologia i medi ambient.

## Universitats
- Universitat d'Auckland - Auckland

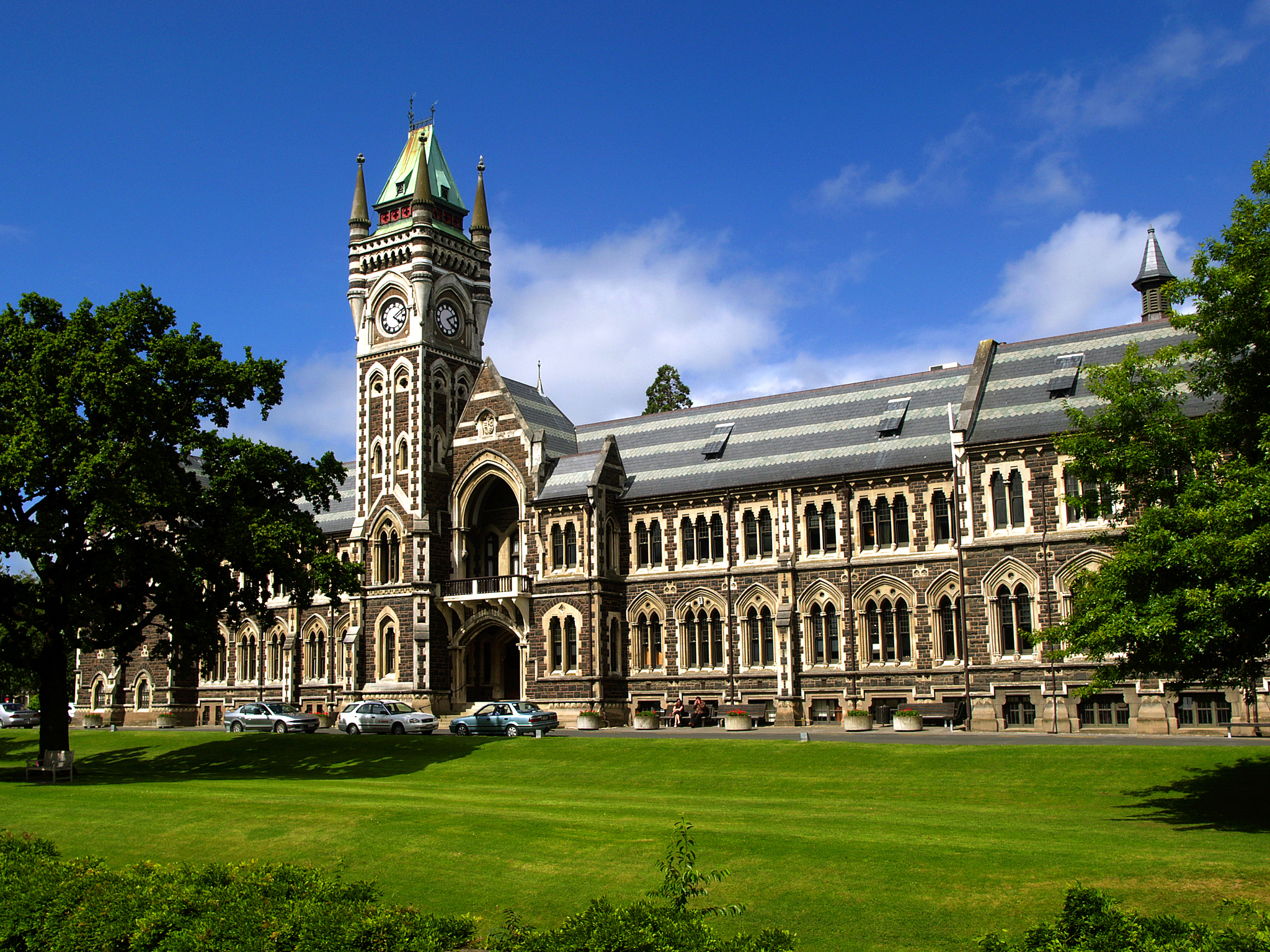
Universitat d'Otago (Dunedin)

- Universitat de Tecnologia d'Auckland - Auckland
- Universitat de Waikato - Hamilton
- Universitat de Massey - Palmerston North
- Universitat de Victòria de Wellington - Wellington
- Universitat de Canterbury - Christchurch
- Universitat de Lincoln - Lincoln
- Universitat d'Otago - Dunedin

## Tipus de carreres
Totes les universitats neozelandeses oferixen títols de mestratge (Màster) i Doctorats. També existeix diversos títols de grau i postgrau, que en general impliquen altre any més d'estudi després de la culminació del títol. Així mateix les universitats oferixen cada vegada cursos curts i d'estiu per a ajudar els estudiants internacionals en els seus estudis. La durada d'un estudi de postgrau a Nova Zelanda és en general de 6 mesos fins a 1 any. Els títols de Màster o Mestratges varien entre 1 i 2 anys. Per als estudis de doctorat, el temps d'estudis és de 3 anys o més.

## Cursos bàsics
Cadascuna de les vuit universitats de Nova Zelanda ofereix cursos bàsics que preparen als estudiants internacionals en vista als estudis de grau o postgrau. Els cursos varien en durada, des de 28 setmanes fins a un any. Els cursos inclouen anglès, matemàtiques i altres disciplines bàsiques. Els curs bàsics constituïxen una oportunitat educativa opcional que té com fiqui preparar els estudiants internacionals per al seu ingrés a les carreres universitàries.